# Aneipo ceres
Aneipo ceres är en insektsart som först beskrevs av Ronald Gordon Fennah 1949.  Aneipo ceres ingår i släktet Aneipo och familjen vedstritar. Inga underarter finns listade i Catalogue of Life.